# Ліліан Расселл
Гелен Луїза Леонард (Helen Louise Leonard; 4 грудня 1860/1861 — 6 червня 1922), відома як Ліліан Расселл (англ. Lillian Russell) — американська акторка, оперна співачка і суфражистка. Одна з найвідоміших акторок і співачок у США в кінці XIX — початку XX століть.